# Poly Styrene
Poly Styrene, pseudonimo di Marianne Joan Elliott-Said (Bromley, 3 luglio 1957 – Sussex, 25 aprile 2011), è stata una cantante e musicista britannica, leader del gruppo punk rock inglese X-Ray Spex.

## Biografia
Nata nel Kent, la piccola Mary è stata cresciuta solo dalla madre segretaria legale, mentre suo padre era un aristocratico somalo decaduto.
Da adolescente era una hippie, ed alla sola età di 15 anni scappò di casa con 3 sterline in tasca, viaggiando in autostop da un festival musicale all'altro. Ha vissuto alla buona in diversi squat, considerando l'avventura come una sfida per sopravvivere, tuttavia la sua vita vagabonda si è conclusa quando, probabilmente sotto l'effetto di acidi, inciampò in un chiodo arrugginito e dovette subire una terapia di cura per la setticemia.
Nel 1978, dopo un concerto a Dorchester, ebbe una visione di alcune luci rosa nel cielo, mentre sentiva gli oggetti incrinarsi quando li toccava. Scambiandole per delle allucinazioni da sostanze stupefacenti, la madre la portò all'ospedale dove le fu diagnosticata erroneamente una schizofrenia. Al momento quindi smise di suonare, e successivamente fu rifatta la diagnosi esatta di un disordine bipolare, che da allora la portò a fare visite continue in ospedale.

## Carriera
Conosciuta soprattutto per le sue esibizioni vocali come frontwoman degli X-Ray Spex, Poly è stata descritta dalla Billboard come "l'archetipo della femminista punk dei tempi moderni", ma anche "una delle persone di punta meno convenzionali della storia del rock, che siano uomini o donne" a causa di alcune sue caratteristiche particolari, come il fatto che indossasse l'apparecchio per i denti, fosse in carne, mulatta e facesse mostra di uno sgargiante guardaroba fluorescente. 
Fu dopo aver visto un concerto dei Sex Pistols ad Hastings che a Mary/Poly venne l'ispirazione di creare un gruppo musicale, che avrebbe poi preso il nome di X-Ray Spex.
Negli anni ottanta Poly si unì al movimento Hare Krishna, e registrò un album solista intitolato Translucence. Tale album lasciava da parte la rumorosa chitarra tipica degli X-Ray Spex e si dedicava ad un suono più jazz e calmo, una sorta di anticipazione della band dance degli anni '90 Everything But the Girl. Nel 1986 pubblicò l'EP solista God's & Godesses [sic] per l'etichetta Awesome, seguito solo molto più tardi da un nuovo album, New Age Flower Aeroplane, del 2004.
Nel 2008 Poly è apparsa come ospite al concerto del trentesimo anniversario del Rock Against Racism, tenutosi al Victoria Park di Londra, ed il 6 settembre dello stesso anno si è incontrata con i vecchi componenti degli X-Ray Spex per una reunion live al Roundhouse di Londra.
Sempre nel 2008, ha duettato con John Robb del gruppo punk rock Goldblade in un remix di una canzone di questi ultimi, intitolata City Of Christmas Ghosts.
A marzo del 2009, Poly ha partecipato insieme ad altri membri di un'associazione conosciuta come "PRS for music" ad una critica del motore di ricerca Google, che si supponeva non avesse pagato ai musicisti la loro parte di royalty. In seguito alla disputa con l'organizzazione, i dirigenti del motore di ricerca hanno rimosso milioni di video dal sito YouTube.

## Vita privata
In un'intervista, Poly ha descritto se stessa come "un'osservatrice, non un'artista che soffre per esperienze tormentate. Giocavo con le parole e con le idee. Facendomi una risata su tutto, prendendo in giro".
Nell'aprile del 2008 viveva sola in una casa a schiera a St. Leonards, nell'East Sussex.
Poly ha una figlia, Celeste Bell, che è la frontwoman di un gruppo musicale spagnolo, i Debutant Disco.
A marzo del 2009, Poly ha preso parte alla serata inaugurale dell'Instigate Debate, il cui tema era il consumismo dei tempi moderni, unito ad altri problemi di attualità.
È scomparsa nel 2011 all'età di 53 anni a seguito di un tumore al seno.